# پاپ اینوسنت سوم
پاپ اینوسان سوم (به فرانسوی: Innocent III) (به لاتین: Innocentus III) یکی از پاپ‌های کلیسای کاتولیک رم بود که در ایتالیا به دنیا آمد و از ۱۱۹۸ تا ۱۲۱۶ میلادی پاپ بود.

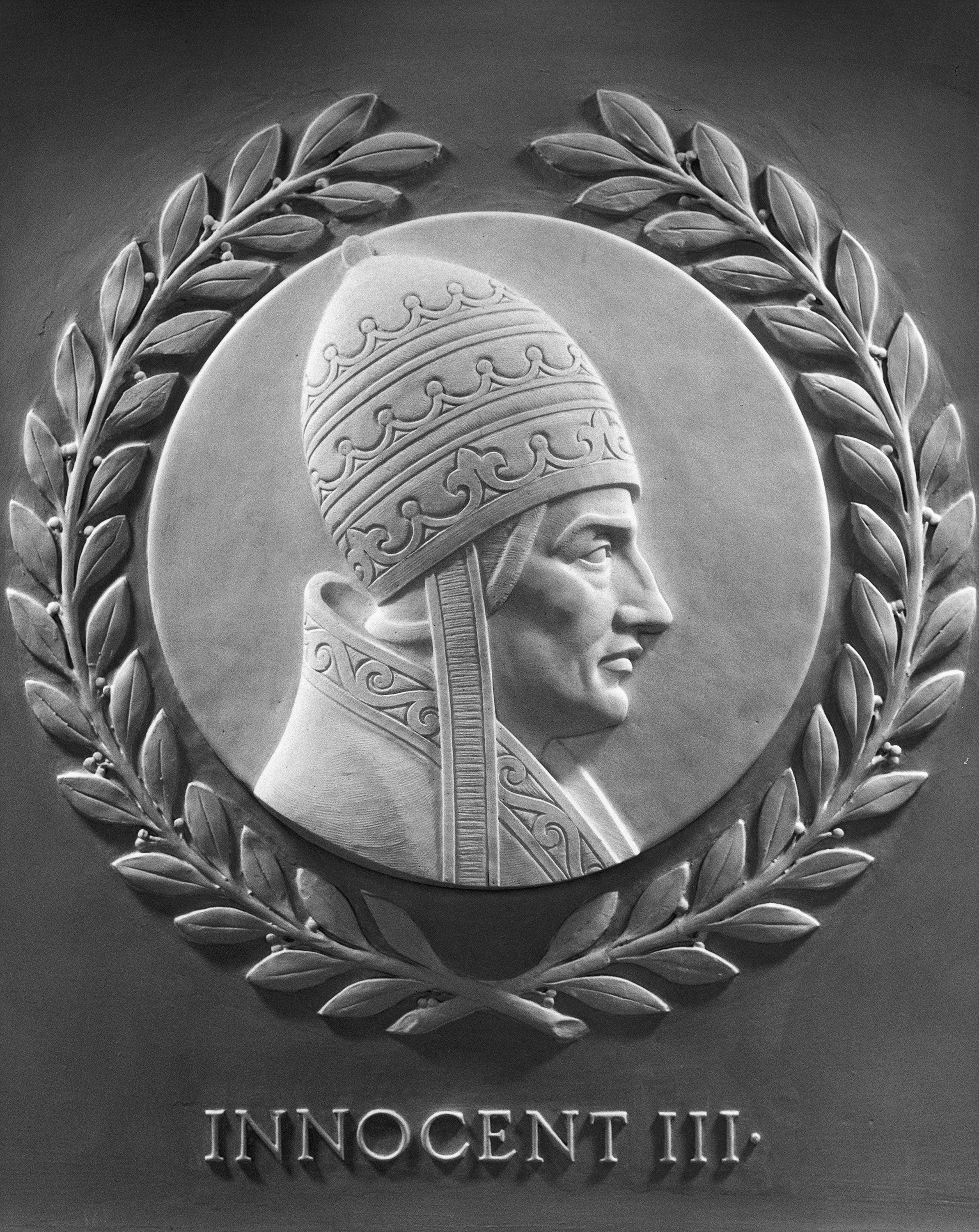
نقش‌برجسته ای از پاپ اینوسنت سوم در مجلس نمایندگان ایالات متحده آمریکا برای گرامیداشت یاد او به عنوان یکی از ۲۳ شخصیت برجستهٔ جهان در امر قانونگذاری در سرتاسر تاریخ.

اینوسنت سوم، از خانوادهای نامدار، در ۳۷ سالگی به مقام پاپی رسید؛ او از دیدگاه قدرت سیاسی، نقطه اوج نمایه یا منحنی قدرت پاپها بود. این پاپ، فردی کاردان، خستگی‌ناپذیر، فزون‌خواه و خونریز بود؛ او خود را دارنده کلاه روحانی و برخوردار از تاج پادشاهی می‌دانست و آشکارا خویش را «پاپِ پادشاه» می‌خواند؛ او به راستی در جایگاه سرور شهریاران جای گرفت و می‌توانست بگوید که ولینعمت بسیاری از شاهان اروپا است و بیشتر شهریاران- دست کم در تعارف- واسال اویند؛ رم یکسره زیر نگین او بود؛ با فیلیپ آگوست شهریار فرانسه سر ستیز گرفت؛ زمانی دگر پادشاهی انگلیس را از ژانسانتر ستد و به فیلیپ اگوست سپرد؛ تاج و تختهای مجارستان، دانمارک، کاستیل، آراگون به اراده او وابسته بودند؛ رئیس قوم بلغار را جایگاه پادشاهی بخشید؛ بر آن بود که در صربستان هم پادشاهی برگمارد؛ پیوسته می‌کوشید که مهار آلمانی‌ها را در چنگ خود نگه دارد.
با این همه، دولت و نظام ویژه وی پایا نماند؛ او نیز بسان بسیاری از قدرت‌مداران غرّه و فریفته جایگاه خویش شد. «پاپ شَهریار» هم، نه ناله ملتهای اروپایی را می‌شنید نه به نیروهای گریز از مرکز بها می‌داد، نه جنبش‌های نوآورانه آن روز اروپا را به حساب می‌آورد، و نه فاجعه جنگهای پی در پی دل او را می‌آزرد.

## جنگ‌های صلیبی و نقش پاپ
وی فرمان جنگ صلیبی چهارم را داد. در حالی که اروپایی‌ها از پیروزی نسبی در جنگ صلیبی سوم و تصرفات ریچارد شیردل خوشحال بودند پاپ ایونست سوم فرمان جنگ صلیبی چهارم را داد. وی زمانیکه دید بزرگ‌ترین فرماندهٔ مسلمان یعنی صلاح الدین ایوبی از دنیا رفته امیدی جدیدی برای بازپس‌گیری اورشلیم در او ایجاد شد و او با جمع کردن پادشاهان اروپا یعنی لویی هفتم و… توانست جنگ صلیبی چهارم را آغاز کند. صلیبیون ابتدا در ونیز جمع شدند و به طرف قسطنطنیه حرکت کردند و سرانجام این شهر را تصرف و این شهر به خود لقب لاتینی گرفت و تحت نفوذ پاپ قرار گرفت. گروهی کوچک از اروپاییان به طرف اورشلیم حرکت کردند و شکست خوردند. از آن سو ایوبیان بر مصر و شام مسلط و به ملک الکامل رسید.